# Gillian Hamilton
Gillian „Gill“ Ruth Hamilton (* 29. August 1969 in Belfast) ist eine ehemalige kanadische Biathletin.
Gillian Hamilton lebt in Canmore und startete für Foothills Nordic Ski Club. 1987 begann sie mit dem Biathlonsport. Seit der Saison 1992/93 nahm sie für zwei Jahre regelmäßig an internationalen Rennen des Weltcups teil. Mit einem 36. Platz in einem Einzel in Lillehammer erreichte sie ihr bestes Karriereresultat. Erste internationale Meisterschaft wurden die Biathlon-Weltmeisterschaften 1993 in Borowetz, bei denen sie 46. in Sprint und Einzel sowie als Startläuferin mit Myriam Bédard, Lise Meloche und Yvonne Visser 12. im Staffelrennen wurde. Zum Karrierehöhepunkt wurden die Olympischen Winterspiele 1994 in Lillehammer. In ihrem einzigen olympischen Rennen erreichte Hamilton den 45. Platz im Sprint. Nach Ende der Saison beendete sie ihre aktive Karriere.

## Weltcup-Platzierungen
Die Tabelle zeigt alle Platzierungen (je nach Austragungsjahr einschließlich Olympische Spiele und Weltmeisterschaften).
- 1.–3. Platz: Anzahl der Podiumsplatzierungen
- Top 10: Anzahl der Platzierungen unter den ersten zehn (einschließlich Podium)
- Punkteränge: Anzahl der Platzierungen innerhalb der Punkteränge (einschließlich Podium und Top 10)
- Starts: Anzahl gelaufener Rennen in der jeweiligen Disziplin

| Platzierung                                                                                                | Einzel | Sprint | Verfolgung | Massenstart | Team | Staffel | Gesamt |
| --- | ------ | ------ | ---------- | ----------- | ---- | ------- | ------ |
| 1. Platz                                                                                                   |        |        |            |             |      |         |        |
| 2. Platz                                                                                                   |        |        |            |             |      |         |        |
| 3. Platz                                                                                                   |        |        |            |             |      |         |        |
| Top 10 |        |        |            |             |      |         |        |
| Punkteränge                                                                                                |        |        |            |             |      | 1       | 1      |
| Starts | 9      | 11     |            |             |      | 1       | 21     |
| Stand: Karriereende, einschließlich Weltmeisterschaften und Olympischen Spielen, Daten wohl nicht komplett |        |        |            |             |      |         |        |